# یوکی اوکانیوا
یوکی اوکانیوا (ژاپنی: 岡庭 裕貴؛ زادهٔ ۳ ژانویهٔ ۱۹۹۵) یک بازیکن فوتبال اهل ژاپن است.
از باشگاه‌هایی که در آن بازی کرده‌است می‌توان به باشگاه فوتبال تسپاکوستاسو گونما اشاره کرد.